# Cneu Afrânio Dexter
Cneu Afrânio Dexter (em latim: Gnaeus Afranius Dexter; m. 24 de junho de 105) foi um senador romano nomeado cônsul sufecto para o nundínio de maio a agosto de 105 com Caio Júlio Quadrado Basso. É famoso por ter sido assassinado por seus próprios escravos durante seu mandato. Segundo o direito romano da época, se um senhor de escravos fosse assassinado em sua própria casa por seus escravos, todos poderiam ser executados e seus libertos seria re-escravizados (com base na presunção de que eles deveriam tê-lo defendido). Plínio, o Jovem, relata que ele próprio lutou no Senado para que todos fossem absolvidos.
Depois de sua morte, Quinto Cecílio Honorato foi nomeado sufecto para terminar seu nundínio.